# Fabio Ciconte
Fabio Ciconte (Lamezia Terme, 10 ottobre 1978) è un ambientalista e scrittore italiano, co-fondatore e direttore generale dell’associazione Terra! e portavoce della campagna #FilieraSporca.

## Biografia

### L'attivismo nelle grandi associazioni negli anni 2000
Dopo l'infanzia in Calabria si trasferisce a Roma dove frequenta il liceo classico per poi trasferirsi a Perugia per gli studi universitari. Qui comincia la sua attività come operatore sociale per la Fondazione La Città del Sole e si interessa ai temi sociali e alla difesa dei diritti umani. All'inizio del 2000 diventa attivista di Greenpeace e poco dopo diviene coordinatore nazionale dei volontari di Greenpeace Italia, ruolo che ricopre fino al 2006.
Nel 2007 cura per l'Agenzia per il terzo settore una ricerca sul volontariato giovanile in Europa. Nello stesso periodo collabora con Libera. Associazioni, nomi e numeri contro le mafie fino al 2008.
Dopo l'impegno in Greenpeace, dal 2006 entra in Amnesty International Italia come direttore del dipartimento attivismo che coordinerà fino al 2013. 

### La fondazione dell'associazione Terra! e gli anni 2010
Nel 2008 fonda con un gruppo di amici e amiche militanti, attivisti e attiviste, l'associazione Terra!. L'associazione, di cui Ciconte diventa Presidente, fin da subito afferma la propria natura ambientalista ed ecologista attraverso azioni e rapporti che condannano smog e deforestazione.
Dopo diversi anni in cui dirige Terra! su vertenze che vanno dall'agricoltura sociale e gli orti urbani fino alle terre pubbliche agli agricoltori, dal 2015 Ciconte concentra il suo lavoro sullo studio delle filiere agroalimentari e con l'associazione lancia #Filierasporca, la campagna contro lo sfruttamento e il caporalato in agricoltura condotta insieme all'associazione daSud e terrelibere.org, di cui diviene portavoce. La campagna, a cui aderiscono decine di realtà sociali e sindacali, attraverso la pubblicazione di diversi report che indagano le cause del caporalato, contribuisce all'approvazione della legge 199 del 2016 che ha introdotto modifiche al quadro normativo penale per la repressione del caporalato e la tutela delle vittime.
Tra il 2015 e il 2020 il lavoro di Ciconte ruota intorno a questi temi, che lo portano a indagare non solo il fenomeno del caporalato lungo tutte le fasi delle filiere ma il sistema nella sua interezza. In quegli anni firma diversi articoli su Internazionale insieme a Stefano Liberti sul rapporto tra sfruttamento del lavoro ed equilibri di potere nelle filiere agroalimentari ricevendo numerosi riconoscimenti per il suo lavoro. All'attività di indagine e denuncia fa seguire sempre un intenso lavoro di advocacy insieme alla sua associazione. Questo negli anni ha portato Terra! e Ciconte a diventare dei punti di riferimento per istituzioni e politica sui temi del caporalato e dello sfruttamento in agricoltura, ottenendo incontri con Ministri, deputati e istituzioni sovranazionali.
Il suo lavoro come direttore e le attività dell'associazione Terra! hanno avuto anche un'importante eco sui media nazionali e internazionali, in particolare per le vittorie ottenute con le campagne #regolarizzateli e #ASTEnetevi. La prima ha portato alla regolarizzazione contenuta nel decreto rilancio del Governo Conte II, la seconda alla messa al bando delle cosiddette aste al doppio ribasso della Grande distribuzione organizzata, fenomeno che Terra! denunciò per prima.
Nel 2019 ha pubblicato il suo primo libro, Il grande carrello, scritto con Stefano Liberti ed edito da Editori Laterza. Nel 2020, sempre con Laterza, ha pubblicato Fragole d'inverno, perché saper scegliere cosa mangiamo salverà il pianeta (e il clima).
Nel 2021 scrive e conduce con Claudio Morici In Frigo Veritas, la mini web serie per la Repubblica che attraverso divulgazione e comicità esplicita i legami tra cibo, agricoltura e crisi climatica. Collabora continuativamente con Domani fin dalla sua fondazione, con contributi che riguardano i sistemi alimentari, la crisi climatica e lo sfruttamento del lavoro.
A maggio 2022 pubblica il suo terzo libro Chi possiede i frutti della Terra, edito da Laterza.
A maggio 2023 pubblica il suo quarto libro L'ipocrisia dell'abbondanza, edito da Laterza.
Ad aprile 2025 pubblica il suo quinto libro Il cibo è politica, edito da Einaudi.

## Opere e pubblicazioni
- Fabio Ciconte e Stefano Liberti, Il grande carrello, Roma-Bari, Laterza, 2019, ISBN 9788858133958.
- Fabio Ciconte, Fragole d'inverno, Roma-Bari, Laterza, 2020, ISBN 9788858141168.
- Fabio Ciconte, Chi possiede i frutti della terra, Roma-Bari, Laterza, 2022, ISBN 9788858147023.
- Fabio Ciconte, L'ipocrisia dell'abbondanza, Roma-Bari, Laterza, 2023, ISBN 9788858151389.
- Fabio Ciconte, Il cibo è politica, Torino, Einaudi, 2025, ISBN 9788806266264